# Хомоча (комуна)
Хомоча (рум. Homocea) — комуна у повіті Вранча в Румунії. До складу комуни входять такі села (дані про населення за 2002 рік):
- Костіша (380 осіб)
- Леспезь (1261 особа)
- Хомоча (5143 особи)

Комуна розташована на відстані 209 км на північний схід від Бухареста, 48 км на північ від Фокшан, 116 км на південь від Ясс, 100 км на північний захід від Галаца, 137 км на північний схід від Брашова.

## Населення
За даними перепису населення 2002 року у комуні проживали 9857 осіб.
Національний склад населення комуни:
| Національність | Кількість осіб | Відсоток |
| -------------- | -------------- | -------- |
| румуни         | 9850           | 99,9%    |
| угорці         | 3              | < 0,1%   |
| чанго          | 1              | < 0,1%   |

Рідною мовою назвали:
| Мова      | Кількість осіб | Відсоток |
| --------- | -------------- | -------- |
| румунська | 9853           | > 99,9%  |
| угорська  | 2              | < 0,1%   |

Склад населення комуни за віросповіданням:
| Релігія        | Кількість осіб | Відсоток |
| -------------- | -------------- | -------- |
| православні    | 7546           | 76,6%    |
| римо-католики  | 2284           | 23,2%    |
| п'ятдесятники  | 25             | 0,3%     |
| греко-католики | 1              | < 0,1%   |
| мусульмани     | 1              | < 0,1%   |